# فاطمة خميس المزروعي
فاطمة خميس سالم خلفان المزروعي،دبلوماسية إماراتية، وهي أول سفيرة من دولة الإمارات العربية المتحدة لدى الدنمارك والتي عُينت في 12 يناير 2017. وكانت واحدة من أولى المجموعات النسائية التي دخلت المجلس الوطني الاتحادي في عام 2006، وعُينت في المجلس التشريعي.

## التعليم
حاصلة على ماجستير الدراسات الإقليمية المقارنة الجامعة الأمريكية 2008. وحاصلة على بكالوريوس في اللغة العبرية وآدابها من جامعة عين شمس 1999. ودورة من المعهد الدبلوماسي، وزارة الخارجية - الإمارات العربية المتحدة.

## المناصب
تقلدت عدداً من المناصب أهمها:
ممثلة عن دولة الإمارات لدى حلف شمال الأطلسي (الناتو) في بروكسل ببلجيكا.
قائم بالأعمال في سفارة دولة الإمارات العربية المتحدة في بروكسل ببلجيكا من 2010-2013.
قائم بالأعمال في القاهرة، مصر منذ 2013-2016
سفيرة دولة الإمارات العربية المتحدى لدى مملكة الدنمارك وجرينلاند وجزر فارو من 2017 إلى 2022.
سفيرة دولة الإمارات العربية المتحدى لدى النرويج منذ يناير 2023